# Nodaria cidarioides
Nodaria cidarioides là một loài bướm đêm trong họ Noctuidae.